# CHOP
CHOP (bzw. CHOEP = CHOP plus Etoposid) ist die Abkürzung für ein Chemotherapie-Schema zur Behandlung von malignen Lymphomen, u. a. aggressive T- und B-NHL.
Es umfasst die Arzneistoffe
- Cyclophosphamid
- Hydroxydaunorubicin (Doxorubicin, Adriamycin)
- Vincristin (Handelsname Oncovin)
- Predniso(lo)n

Dass die Kombination mit dem monoklonalen Antikörper Rituximab (Handelsname MabThera) als R-CHOP-Protokoll oder R-CHOEP-Protokoll die Prognose günstig beeinflusst, wurde in Studien gezeigt. Rituximab ist ein monoklonaler Antikörper gegen CD20-positive Zellen. Bei CD20 handelt es sich um einen Rezeptor auf B-Lymphozyten, der einerseits durch Bindung des Antikörpers über Ionenkanalöffnung zur Zelllyse andererseits zur Komplementaktivierung führt.